# Michelle Featherstone
Michelle Featherstone (geboren in Chester, England) ist eine englisch-amerikanische Singer-Songwriterin. Aufgewachsen in Cambridge, England, wohnt Featherstone mittlerweile in Hollywood, Kalifornien. Mit neun Jahren begann sie das Klavierspielen und Komponieren eigener Musikstücke. Sie erhielt Auszeichnungen der Royal Academy of Music für Klavier und Geige und den Bishops Award für ihre Stimme.

## Karriere

### Anfang
Featherstone hatte ursprünglich nicht vor, eine Karriere im Musikgeschäft zu verfolgen.  Mit einem Abschluss in Kunstgeschichte und Anthropologie als Nebenfach an der West Chester University of Pennsylvania in West Chester (Pennsylvania), wurde sie schließlich Verwalter der Walt Disney Tishman Collection of African Art, worüber sie nicht sehr glücklich war:

„It was heartbreaking in some ways for me because... I had come from the Guggenheim where if somebody sneezed in the general vicinity of a painting... a conservator was there with a little Q-tip... and I was now working for a corporation... that because it wasn't necessarily making them any money, they were a little bit more trepidatious in spending money on the collection... it was frustrating mostly at times to work for them because of that reason.“

Nach etwa 18 Monaten bei Disney entschied Featherstone, dass das „kommerzielle Amerika“ („corporate America“) nichts für sie war und entschied sich dazu, ihre musikalischen Wurzeln weiterzuentwickeln, während sie als Bedienung in Südkalifornien arbeitete. Tatsächlich war es während ihrer Arbeitszeit als Kellnerin, als sie einige Lieder auf dem Klavier spielte, während die eigentlichen Musiker gerade Pause hatten. Aufgrund der positiven Reaktion des Publikums stand für sie fest, dass Musik der Weg war, den sie in ihrem Leben verfolgen musste.

„It was the most bizarre experience...everybody sat down and was quiet...I played three songs and people were asking me where my album was...“

### Erfolg
In den letzten Jahren stieg die Bekanntheit ihrer Songs durch Verwendung in Film und Fernsehen. Stay wurde in ABCs Alias – Die Agentin, FOXs Wonderfalls und CWs One Tree Hill als auch in verschiedenen Independent Filmprojekten verwendet. Ein anderes Lied, Over You, fand seinen Einsatz in Smallville und das neu aufgenommene I'm There Too wurde bei der Pilotfolge von Aaron Spellings Drama Summerland Beach verwendet. Summerland Beach benutzte später in der Staffel zudem I Will Be Fine und All That I Want kam in der Pilotfolge von NBCs Las Vegas. Das Lied Careful war am Ende der How I Met Your Mother-Folge Hilfe wider Willen zu hören. Letztes Jahr hat Featherstone an verschiedenen Musikprojekten in L.A. und dem Vereinigten Königreich gearbeitet.

## Verwendung in Film und Fernsehen
- How I Met Your Mother verwendete Featherstones God Bless the Child in der 18. Episode der ersten Staffel, Der Anständige und Careful in der 23. Episode der vierten Staffel, Hilfe wider Willen.
- One Tree Hill verwendete Michelle Featherstones Musik in vielen Episoden, darunter:
  - Stay (Staffel 1, Episode 21)
  - Looking For Love (Staffel 2, Episode 15)
  - Back of the Church (Staffel 2, Episode 17)
  - Sunday (Staffel 3, Episode 2)
  - Go On My Child (Staffel 3, Episode 14)
  - God Bless the Child (Staffel 3, Episode 16)
  - Coffee & Cigarettes (Staffel 3, Episode 21)
  - We Are Man and Wife (Staffel 3, Episode 22) – direkt von Featherstone in der Episode gesungen
  - Looking for Love (Staffel 5, Episode 6)
  - Running Down (Staffel 6, Episode 5)

- Smallville verwendete Perfect im Staffelfinale der 7. Staffel.
- Canon benutzte We are Man and Wife in einer Fernsehwerbung von 2007.
- Alias – Die Agentin verwendete Stay in der 4. Episode der 2. Staffel.
- The Hills benutzte 'Stay' in Staffel 2 der MTV-Serie.